# Surtout de table
Un surtout de table es un centro de mesa ornamental que se exhibe en una mesa de comedor formal, "un gran centro de mesa con mesetas espejadas y numerosos candelabros y otras posibles piezas de exhibición en la parte superior".  En francés, surtout de table es el término habitual para cualquier tipo de centro de mesa, pero en inglés este tipo de "bandeja", junto con los objetos que se colocan sobre ella, es el significado habitual.

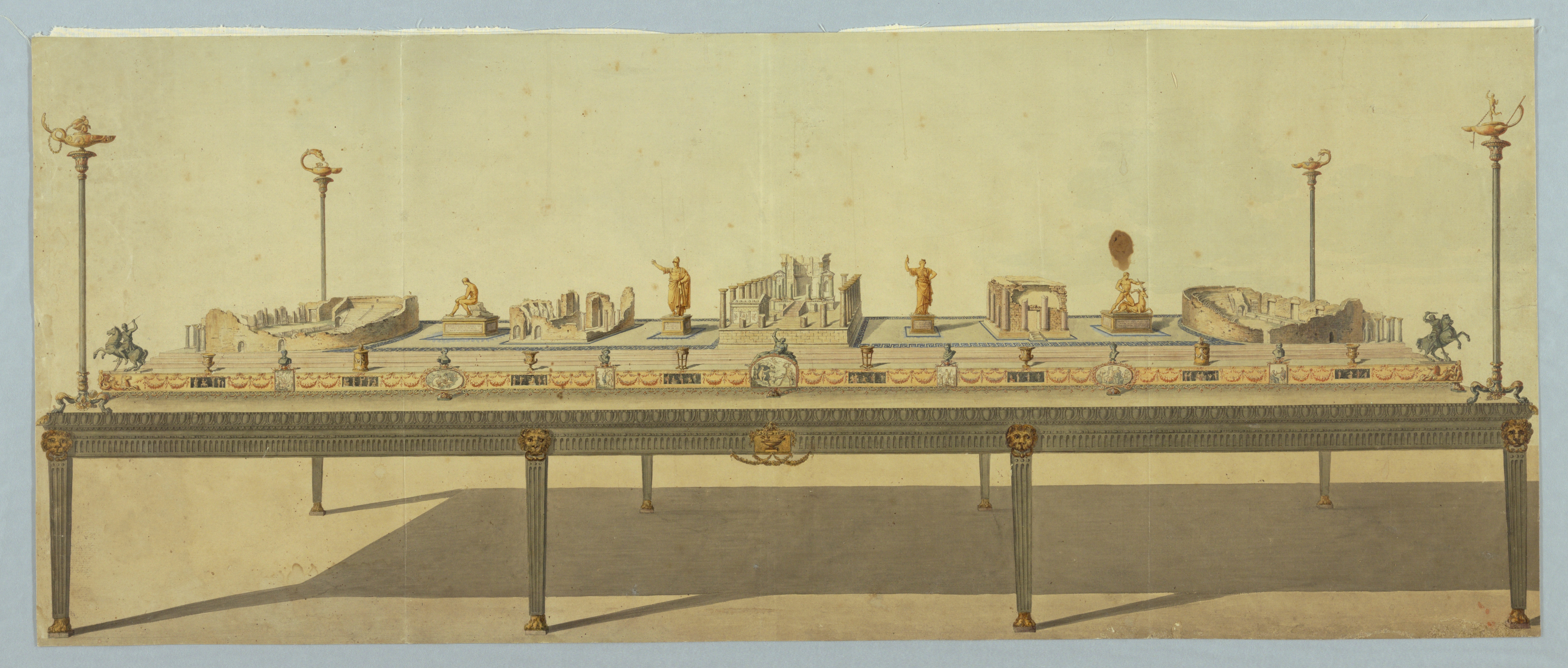
Dibujo, diseño para un Surtout de Table basado en Pompeya, 1780–90

A partir de un simple plato o cuenco sobre el que colocar candelabros y condimentos, un surtout de table a menudo adoptaba la forma de una larga bandeja con galería hecha de metales preciosos o dorados, sobre la que se colocaban una serie de otros objetos para su exhibición. A menudo se hacía en secciones, lo que permitía determinar su longitud según las hojas que se añadían a la mesa. Durante la segunda mitad del siglo XVIII y a lo largo del siglo XIX, ninguna mesa formal se consideraba completa sin uno. Hoy en día, todavía se ven y se utilizan en los comedores más formales.

## Historia

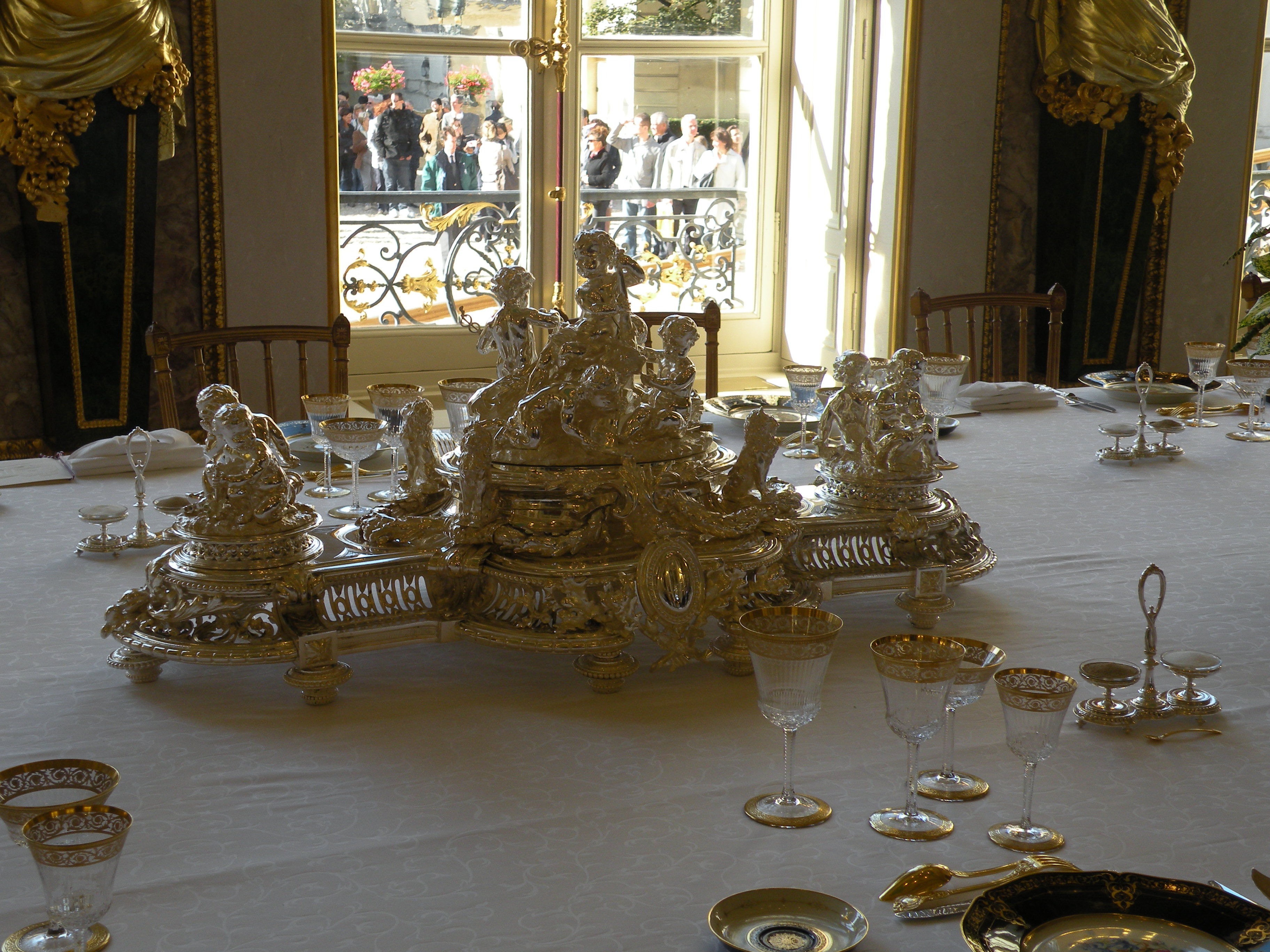
Palacio Borbón

Según Roy Strong, el surtout de table apareció por primera vez en 1692 en las comidas de la boda de Felipe II, duque de Orleans (entonces duque de Chartres ) y la hija legitimada de Luis XIV, Françoise Marie de Bourbon, como "una gran pieza de plata dorada de una nueva invención".  En un principio, fue diseñado para guardar velas, condimentos y otros objetos en la mesa, y para proteger una mesa de madera pulida de las manchas causadas por los derrames de sal y vinagres en los condimentos.  Durante la primera mitad del siglo XVIII, cuando los grandes saleros centrales y ceremoniales cayeron en desgracia y fueron reemplazados por saleros individuales más pequeños, y la escultura de azúcar trionfo decayó, el surtout de table evolucionó para llenar el rol de pieza central ornamental de la mesa.A menudo adoptaba la forma de una bandeja elevada con galería que se llenaba con candelabros, figuritas, jarrones y epergnes a juego, y la propia galería a veces contenía apliques para velas. No siempre se construían con metales preciosos; a menudo se utilizaba porcelana y vidrio,  como también podrían ser esculturas hechas de azúcar. La parte superior de la bandeja era a menudo un espejo, para mostrar la parte inferior de los objetos que había sobre ella y aumentar la luz reflejada. Otras continuaron como formas escultóricas, volviéndose a veces extremadamente extravagantes.
No era raro que, si se encargaba un sobremesa para una casa concreta, se utilizara un tema indígena en el estilo. Por lo tanto, un pabellón de caza puede tener un sobremesa con figuras de perros y sus presas, mientras que un palacio más grande presentaría los estilos rococó o barroco más de moda de la época. Las figuras militares y los comedores de oficiales de regimiento a menudo encargaban ejemplares con temas militares.
Durante la década de 1850, la moda de la decoración temática de las mesas de comedor alcanzó su apogeo y el surtout de table reflejó esto. Las fábricas de porcelana como Meissen produjeron elaborados modelos y figuras que reemplazaron la estatuaria clásica del estilo Imperio con montañas de porcelana coloreada, escenas rústicas con ganado y cabras y, ocasionalmente, incluso un tema de jungla con serpientes de porcelana realistas. 

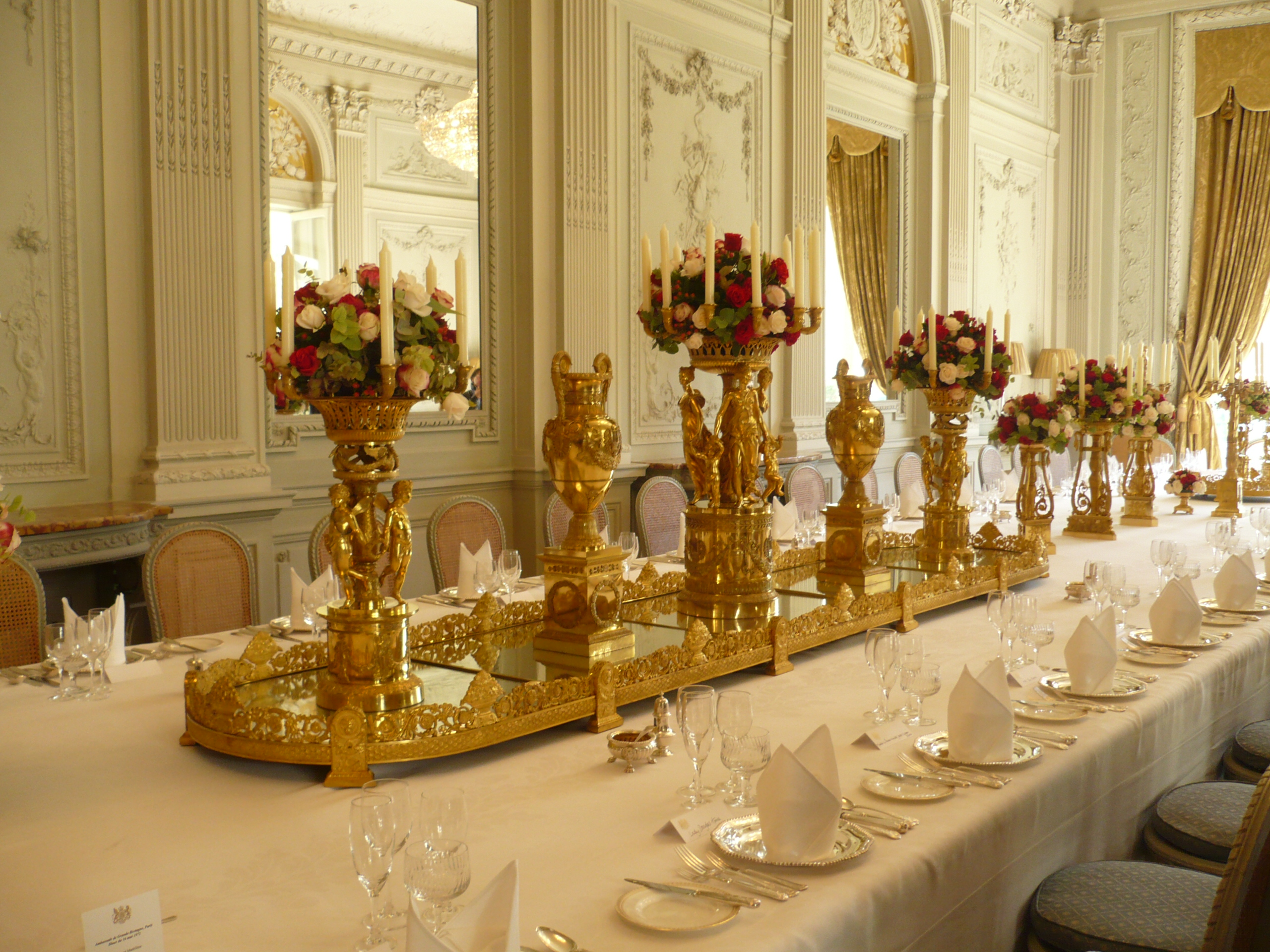
Sobre la mesa del hotel de Charost ; la parte superior es un espejo.

## Ejemplos notables

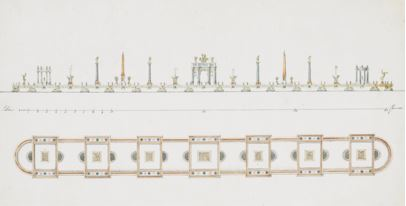
Diseño de un sobremesa arquitectónico clásico de Giuseppe Valadier

Entre los ejemplos más destacados de sobremesa se incluyen los realizados por el orfebre italiano Luigi Valadier, a menudo diseñados por su hijo, el arquitecto Giuseppe Valadier. Estos monumentales sobremesas a menudo representan ciudades romanas en miniatura, con templos, columnatas y arcos triunfales de mármoles de colores y alabastro montados sobre frontones de oro y mosaico. 
En Waddesdon Manor, en Inglaterra, se esconde hoy una enorme bandeja dorada de 6,7 metros de largo realizada por Pierre-Philippe Thomire (1751-1843). Realizado hacia 1818, Luis XVIII lo regaló al príncipe Ruffo della Scaletta. 
George Washington encargó uno a Gouverneur Morris en París en 1790, escribiendo: «Señor, ¿podría enviarme a Filadelfia o a este lugar espejos para una mesa con adornos elegantes y modernos, pero no caros, que reflejen su gusto? Los espejos pueden tener una longitud total de tres metros y un ancho de sesenta centímetros; los paneles pueden ser de loza plateada o de cualquier otra cosa más moderna».
Francia distribuyendo coronas de gloria es el nombre y el tema de una gran placa de plata sobre sobremesa de bronce encargada al joyero parisino Charles Christofle por Napoleón III en 1852. Destinada a ser utilizada en los banquetes de estado en el Palacio de las Tullerías, la bandeja dorada contiene una guarnición de quince esculturas. La figura central es una Victoria alada que sostiene hojas de laurel que entrega a dos carros tirados por caballos que representan la guerra y la paz. A los pies de la Victoria se sientan figuras que representan la Justicia, la Concordia, la Fuerza y la Religión. 

El sobre de mesa todavía estaba en su sitio cuando el palacio se incendió en 1871. Fue sacado de los escombros humeantes dañado pero intacto. Nunca fue restaurado y hoy se exhibe con su dorado ennegrecido por el humo y sus abolladuras en el Museo de Artes Decorativas de París. 

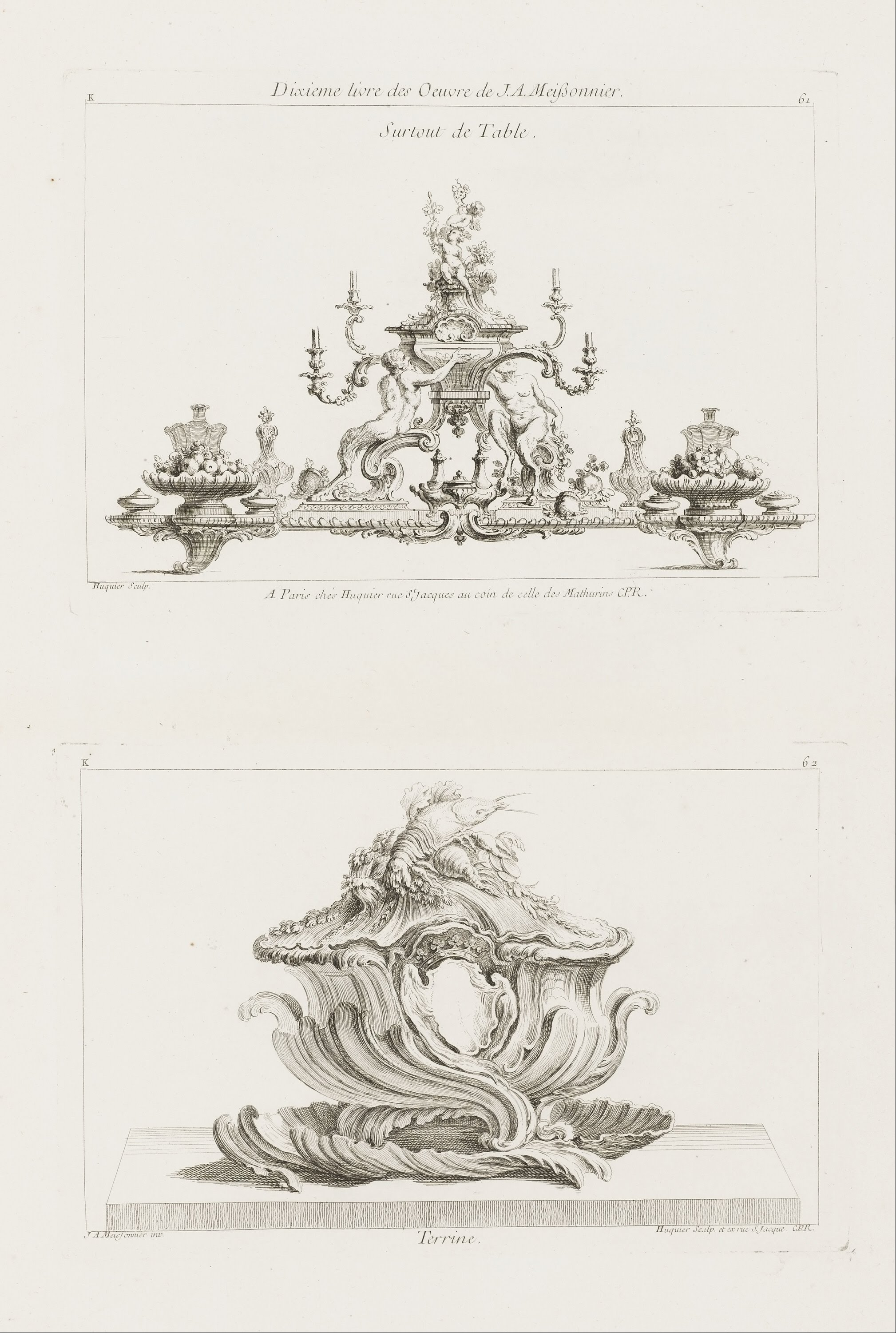
Diseños para plata, Juste-Aurèle Meissonnier, década de 1740
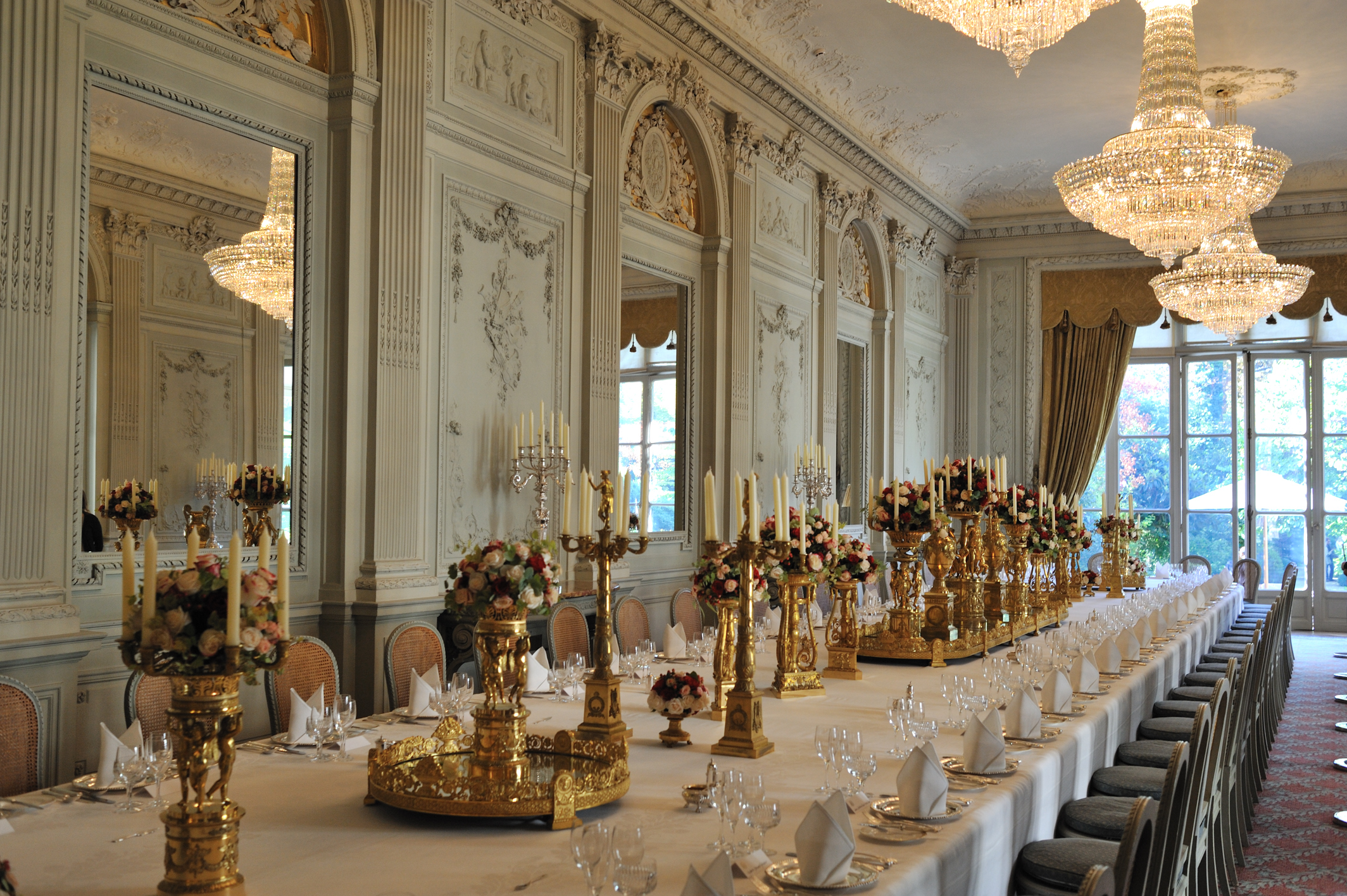
Hotel de Charost
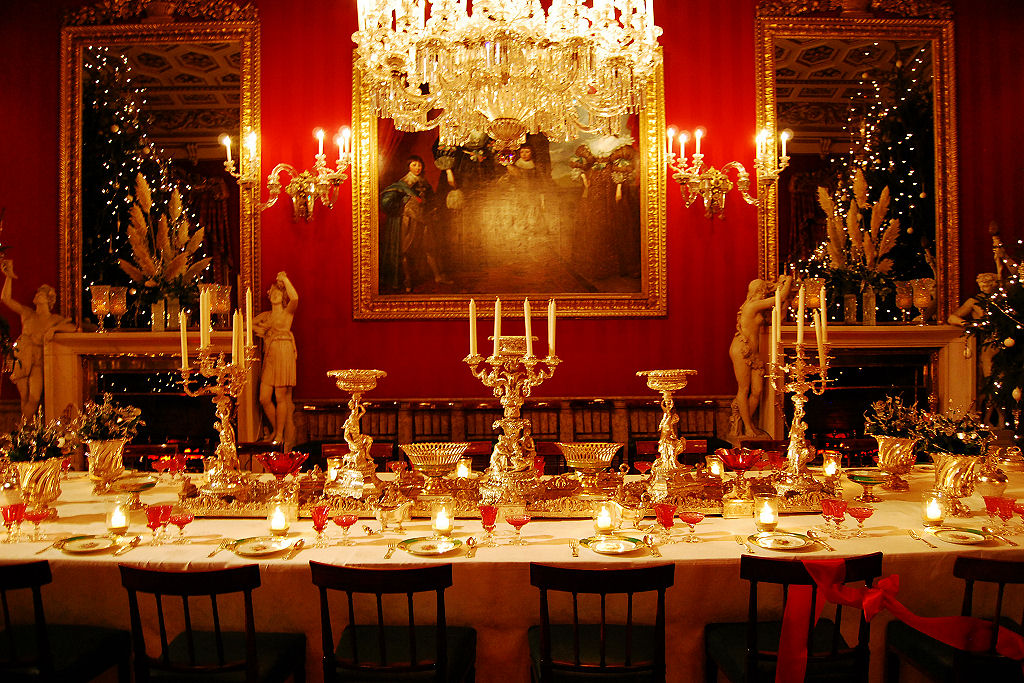
Casa Chatsworth
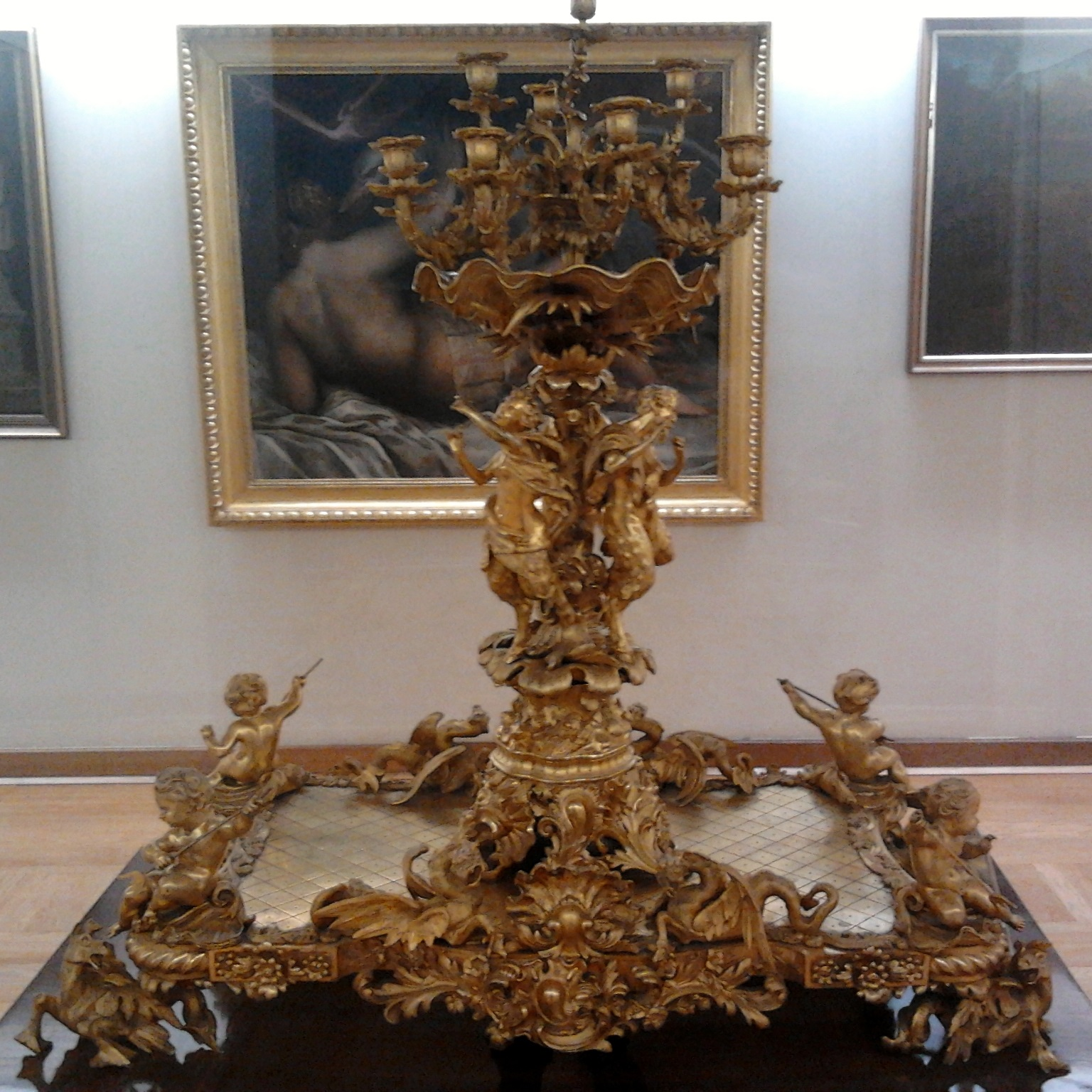
Ormolu francés, finales del siglo XIX
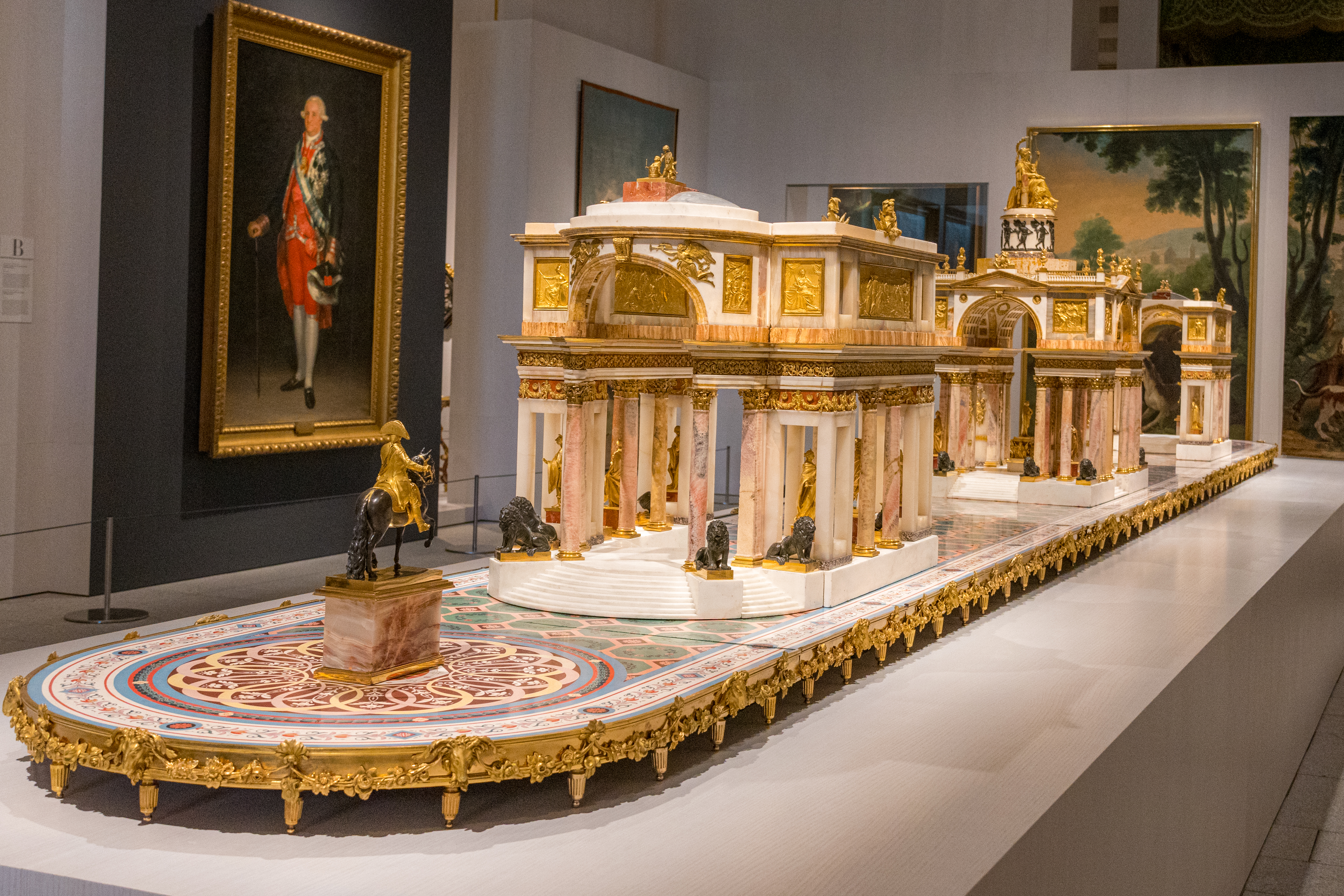
Glorias de España, 1802. Galería de Colecciones Reales